# Fernand Sanz
Fernando „Fernand“ Sanz y Martinez de Arizala (* 28. Februar 1881 in Madrid; † 8. Januar 1925 in Pau) war ein französischer Bahnradsportler und außerehelicher Sohn des spanischen Königs Alfons XII.

## Sportliche Laufbahn
Fernand Sanz startete 1900 bei den Olympischen Spielen in Paris und errang die Silbermedaille im Sprint. Im selben Jahre belegte er beim renommierten Sprint-Klassiker Grand Prix de Paris Platz drei und 1902 Platz zwei, jeweils bei den Amateuren. Ebenfalls 1900 wurde er Zweiter der französischen Meisterschaft im Sprint; im selben Jahr nahm er an den UCI-Bahn-Weltmeisterschaften 1900 teil, die ebenfalls in Paris stattfanden, konnte sich aber nicht platzieren.
In späteren Jahren versuchte sich Sanz als Boxer. Zweimal, 1903 und 1904, versuchte er erfolglos, um den französischen Titel zu boxen.

## Sohn des Königs

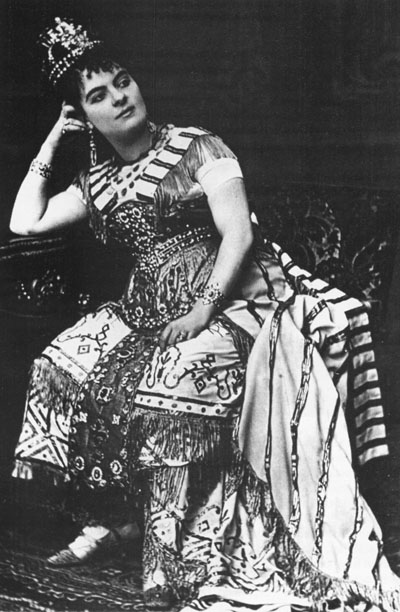
Sanz’ Mutter, die Opernsängerin Elena Armanda Nicolasa Sanz y Martínez de Arizala

Fernand Sanz war einer von zwei illegitimen Söhnen des spanischen Königs Alfons XII. Seine Mutter war die bekannte Opernsängerin Elena Sanz, die acht Jahre älter als der König war. 1881 ging sie mit ihren Kindern auf Druck der Königin nach Paris. Sie erhielt eine monatliche Rente von 5000 Peseten, die beim Tod des spanischen Königs 1885 eingestellt wurde. Im folgenden Jahr unterschrieb sie eine Schweigevereinbarung, mit der sie auch die meisten Liebesbriefe des Königs zurückgab. Im Gegenzug wurden für die Söhne 31.000 Francs angelegt, die bei deren Volljährigkeit auf 700.000 Francs angewachsen sein sollten. Tatsächlich zahlte die Bank beim Tod der Mutter 1898 nichts aus. 1907 strengte Fernands Bruder Alfonso einen Prozess auf Anerkennung der Vaterschaft an, der von einem spanischen Richter abgewiesen wurde, weil der König nicht dem gemeinen Recht unterliege. Fernand Sanz, der unverheiratet blieb, war ein Großonkel von König Juan Carlos I.